# سحلية ذات أصابع هدبية
سحلية ذات أصابع هدبية أو عظاية بوسك (Fringe-toed lizard) هي جنس من العظايات (جنس أوما) من فصيلة سحالي ذات القرون، موطنها صحاري أمريكا الشمالية.